# Ванье (округ)

Округ Ванье, район Ле-Ривьер, Квебек

Ванье — округ в районе Ле Ривьер в городе Квебек, в Канаде. До включения в состав города Квебек, сам был городом Ванье, названным в честь генерал-губернатора Жоржа Ванье.
Территория округа включает в себя весь район к югу от шоссе Фелис-Леклерк. Здесь находится много промышленных, торговых и жилых построек. 
В Совете Квебека округ представлен как Ванье. Советник — Ришар Котэ (2009).

## История
Ранее других, европейскими поселенцами стала осваиваться южная часть современного округа у реки Ла Петит. С 1912 по 1914 год почти вся территория в восточной части Петит-Ривьер была приобретена частными компаниями. Пытаясь вытеснить с этой земли фермеров, спекулянты стали ходотайствовать о присвоении ей статуса муниципалитета с советом, в котором их представители получили бы большинство мест. Таким образом, 9 марта 1916 года провинциальным правительством был основан муниципалитет Квебек-Эст, на земле ранее входившей в состав муниципалитета Сен-Мало..
До 1929 года контроль за территорией компании осуществляли из Квебека. Во время выборов избирательные урны находились за границами муниципалитета. Первые два мэра никогда не жили в "своем городе". В 1924 году провинциальный департамент здравоохранения принудил муниципальные власти провести в городе электричество, систему водоснабжения и канализации.
Рост численности населения городка ускорился с началом экономического кризиса 30-х годов XX века из-за низких цен на жилье. Таким образом, между 1928 и 1933 годами население Квебек-Эст более чем утроилось, увеличившись с 600 до 2132 человек.
В июне 1966 года, по случаю празднования своего юбилея, муниципалитет Квебек-Эст был переименован в Ванье в честь Жоржа Ванье, генерал-губернатора Канады.. В это же время в городе стал активно развиваться промышленный сектор.
Согласно Закону об административной реформе в городах Монреаль, Квебек и Оттава от 20 декабря 2000 года, город Ванье вошел в состав Нового Квебека 1 января 2002 года. Несмотря на то, что на референдуме от 20 июня 2004 года, 61,3% местных жителей высказались в пользу возвращения Ванье статуса города, его территория осталась в составе Нового Квебека, поскольку Ванье представлен только 23,1% зарегистрированных избирателей, в то время как законом определен порог в 35%.

## Главные улицы
- Бульвар Уилфрид-Амель;
- Шоссе Лорентьен;
- Шоссе Фелис-Леклерк;
- Бульвар Пьер-Бертран;

## Парки и зоны отдыха
- Арена Патрис-Пулен;
- Линейный парк реки Сен-Шарль и Бержер;
- Парк Викторен-Бокаж и развлекательный центр Лоранс-Перрона;
- Парк Самсон.

## Культовые сооружения
- Церковь Нотр-Дам-де-Рекувранс;[7]
- Церковь Сен-Эжен;[8]
- Мезон Жезу-Уврьер (Дом Иисуса-Труженика).

## Музеи, театры и выставочные залы
- Центр искусств Ла Шапель.[9]

## Торговые центры
- Торговый центр Пляс Флёр-де-Лис;

## Школы и центры обучения
- Квебекская городская школьная комиссия;
- Начальная школа Нотр-Дам-дю-Канада;
- Средняя школа Ванье;
- Центр профессионального обучения в Квебеке;

## Другие известные здания
- Госпиталь Христа-Царя;
- Общественный центр Фернан-Дюфур (в здании бывшей церкви Сен-Эжен);
- Библиотека Альетт-Маршан.